# Divizia Națională 1995-1996
Divizia Națională 1995-1996 a fost a cincea ediție a Diviziei Naționale de la obținerea independenței. Liga s-a jucat în sistem tur-retur. La această ediție numărul de cluburi participante a fost de 16.

## Mișcarea echipelor în sezonul 1994-1995
La finalul sezonul 1994-1995, în Divizia Națională au promovat: Constructorul Chișinău, Speranța Nisporeni și Spumante Cricova , iar de retrogradat a retrogradat  doar Cristalul Fălești alstfel prima ligă a ajuns la 16 echipe.
Înainte de fluierul de start al sezonului 1994-1995, trei cluburi și-au schimbat denumirile:Constructorul-Agro Chișinău a devenit FC Agro Chișinău , Dinamo Chișinău a devenit Torentul Chișinău, iar CSS Amocom Chișinău a devenit Sportul Chișinău.

## Clasament final
| Locul | Clubul                    | M  | V  | E | î  | GM  | GP  | Pct | Note                        |
| ----- | ------------------------- | -- | -- | - | -- | --- | --- | --- | --------------------------- |
| 1     | FC Zimbru Chișinău        | 30 | 26 | 3 | 1  | 110 | 11  | 81  |                             |
| 2     | CS Tiligul-Tiras Tiraspol | 30 | 24 | 2 | 4  | 95  | 21  | 74  |                             |
| 3     | Constructorul Chișinău    | 30 | 24 | 2 | 4  | 71  | 16  | 74  |                             |
| 4     | FC Agro Chișinău          | 30 | 19 | 6 | 5  | 60  | 27  | 63  |                             |
| 5     | FC Olimpia Bălți          | 30 | 19 | 6 | 5  | 55  | 25  | 63  |                             |
| 6     | FC Nistru Otaci           | 30 | 15 | 7 | 8  | 63  | 28  | 52  |                             |
| 7     | Spumante Cricova          | 30 | 13 | 8 | 9  | 56  | 31  | 47  |                             |
| 8     | MHM 93 Chișinău           | 30 | 13 | 6 | 11 | 43  | 26  | 45  |                             |
| 9     | Codru Călărași            | 30 | 11 | 5 | 14 | 51  | 58  | 38  |                             |
| 10    | Sportul Chișinău          | 30 | 10 | 4 | 16 | 50  | 53  | 34  |                             |
| 11    | Speranța Nisporeni        | 30 | 8  | 7 | 15 | 41  | 51  | 31  |                             |
| 12    | FC Tighina                | 30 | 7  | 5 | 18 | 41  | 52  | 26  |                             |
| 13    | Torentul Chișinău         | 30 | 5  | 5 | 20 | 36  | 94  | 20  | Play-off                    |
| 14    | Nistru Cioburciu          | 30 | 3  | 7 | 20 | 24  | 84  | 16  | Play-off                    |
| 15    | Progresul Briceni         | 30 | 4  | 4 | 22 | 19  | 105 | 16  | Retrogradate în Divizia "A" |
| 16    | Bugeac Comrat             | 30 | 0  | 1 | 29 | 6   | 139 | 1   | Retrogradate în Divizia "A" |

| Campionii Diviziei Nationale 1992-1993 |
| -------------------------------------- |
| Zimbru Chișinău Al V-lea titlu         |

## Playoff promovare
| Torentul Chișinău | 0 - 2 | CSA Victoria Cahul |
| ----------------- | ----- | ------------------ |
|                   |       |                    |

| Nistru Cioburciu | 0 - 3¹ | Attila Ungheni |
| ---------------- | ------ | -------------- |
|                  |        |                |

¹-Victoria a fost acordată clubului Attila deoarece Nistru Cioburciu nu s-a prezentat.
Attila și Victoria au obținut promovarea în Divizia Națională.